# 大科帕尼市镇
大科帕尼乡级市镇（烏克蘭語：Великокопанівська сільська громада），是乌克兰赫尔松州赫尔松区的一个市镇，行政中心为大科帕尼。市镇面积为112.85平方公里，人口数量为7089人（2017年）。

## 聚居点
该市镇包括两个村庄（大科帕尼、多布羅西利亞）和一个乡间定居点。